# Delphinium decoloratum
Delphinium decoloratum är en ranunkelväxtart som beskrevs av P.N. Ovchinnikov och T.F.Kochkareva. Delphinium decoloratum ingår i släktet storriddarsporrar, och familjen ranunkelväxter. Inga underarter finns listade i Catalogue of Life.